# Olympia Haarlem
L'Olympia Haarlem è una società polisportiva olandese con sezioni di calcio, calcio a 5, baseball, softball, badminton, freccette e biliardo con sede ad Haarlem.
Nacque nel 2006 dalla fusione di tre società, la DCO, nata nel 1930, la DSC ‘74 e la TYBB, fondata nel 1919. Mentre la squadra di calcio milita nel campionato olandese di ottavo livello e quella di baseball ha disputato in modo discontinuo la terza serie del campionato olandese, la sezione di softball femminile gioca stabilmente nella massima serie.

## Softball
Le sezioni di baseball e softball della DSC ‘74 e della TYBB si unirono alla polisportiva un anno dopo la nascita dell’Olympia. La DSC ‘74, in precedenza, aveva già giocato 21 campionati di primo livello di softball, l’Hoofdklasse, dal 1986 al 1988 e dal 1990 al 2006, vincendo il titolo nazionale nel 2003.
L’Olympia in seguito giocò in Hoofdklasse nel 2008 e dal 2010 in poi. Nel 2015 ha perso la finale di campionato contro le concittadine Sparks: ha quindi partecipato alla Coppa delle Coppe 2016, vincendola. Si è ripetuta l’anno successivo, in cui ha anche strappato alle Sparks il titolo di campione dei Paesi Bassi. Nel 2018 ha vinto nuovamente la Golden League, mentre nel 2019 si è arresa in finale al ROEF!.
Torna al successo in Coppa delle Coppe nel 2021, battendo in finale il Saronno padrone di casa; nella medesima stagione vince anche l'Holland Series 2-1 nel derby con le Sparks. Qualificatasi così alla Coppa Campioni 2022 di Bollate, diviene per la prima volta campione d'Europa battendo in finale le campionesse in carica di Forlì per 4-3. Completa il double aggiudicandosi il suo quarto campionato in sei stagioni.

### Palmarès

#### Competizioni nazionali
- Campionati olandesi: 4

2017, 2018, 2021, 2022

#### Competizioni internazionali
- Coppe dei Campioni: 1

2022
- Coppe delle Coppe: 3

2016, 2017, 2021